# Largo de Santana
Largo de Santana é um logradouro público no bairro do Rio Vermelho, localizado no município de Salvador, capital do estado da Bahia. É notória por ser uma das principais regiões boêmias de Salvador.
O logradouro é conhecido por ser uma das principais regiões da boêmia de Salvador. A região abriga bares, hotéis e antigos casarões.

## História
Durante o século XVI no Rio Vermelho existiam currais e armações para pesca numa sesmaria doada por Tomé de Souza. Segundo o historiador e membro do Instituto Geográfico e Histórico da Bahia (IHGB), Ubaldo Marques, “o povoamento propriamente dito somente começaria por causa da invasão holandesa de maio de 1624, quando uma esquadra flamenga, composta por vinte e seis naus e um efetivo de 3.400 homens, atacou e invadiu Salvador, aprisionando o Governador Diogo de Mendonça Furtado e outras altas autoridades. O bispo D. Marcos Teixeira conseguiu fugir para a aldeia do Espírito Santo, atual Abrantes. Logo depois, investido no cargo de capitão-mor, o bispo voltaria para organizar a resistência aos invasores, instalando-se com um grupo de refugiados num ponto mais próximo de Salvador e com uma boa visão para a entrada da Baía de Todos os Santos. Este local foi o Morro do Conselho, no Rio Vermelho. Segundo a tradição, o nome deste morro originou-se do fato de nele ter sido realizada uma reunião dos chefes que iriam comandar a luta de guerrilha contra os holandeses”.
Com o decorrer dos anos o antigo aldeamento indígena ganhou uma população fixa que se estabeleceu em dois núcleos: Paciência e Mariquita. No contexto do Segundo Reinado, entre os dois povoamentos de Paciência e Mariquita, deu-se a estabilização do núcleo de Santana.
Dada a sua importância história e econômica para Salvador, no ano de 2006, o logradouro passou pelo processo de tombamento histórico junto ao Instituto do Patrimônio Artístico e Cultural da Bahia (IPAC), órgão vinculado ao governo estadual da Bahia que visa preservar a memória do estado baiano.